# Яхалон
Яхало́н (исп. Yajalón) — город в Мексике, штат Чьяпас, входит в состав одноимённого муниципалитета и является его административным центром. Численность населения, по данным переписи 2020 года, составила 18 926 человек.

## Общие сведения
Название Yajalón с языка цельталь можно перевести как — зелёная земля.
Поселение было основано в 1562 году доминиканским монахом Педро Лоренсо для евангелизации народа цельталь, куда они переселялись из разрозненных общин.
В 1678 году построена церковь Святого Иакова.
28 сентября 1910 года поселению был присвоен статус вильи.
3 декабря 1963 года Яхалон становится городом и административным центром одноимённого муниципалитета.
В 1990 году построена асфальтированная дорога до Окосинго и Тилы.